# Eilicrinia
Eilicrinia är ett släkte av fjärilar. Eilicrinia ingår i familjen mätare.

## Dottertaxa tillEilicrinia, i alfabetisk ordning[1]
- Eilicrinia acardia
- Eilicrinia aestiva
- Eilicrinia anicularia
- Eilicrinia animaria
- Eilicrinia animata
- Eilicrinia astigmaria
- Eilicrinia cordiaria
- Eilicrinia cordiata
- Eilicrinia designata
- Eilicrinia flava
- Eilicrinia freitagaria
- Eilicrinia maculata
- Eilicrinia mandschuria
- Eilicrinia mediofasciata
- Eilicrinia nipponica
- Eilicrinia nuptaria
- Eilicrinia ophthalmicata
- Eilicrinia orias
- Eilicrinia parvula
- Eilicrinia roeslerstammaria
- Eilicrinia rosearia
- Eilicrinia rufofasciata
- Eilicrinia signigera
- Eilicrinia subcordaria
- Eilicrinia subcordata
- Eilicrinia trinotata
- Eilicrinia tritomata
- Eilicrinia unimacularia
- Eilicrinia ursula
- Eilicrinia wehrlii